# Метрополитен Сан-Паулу
Метрополитен Сан-Паулу (порт. Metropolitano de São Paulo или просто Метро, порт. Metrô) — система линий метрополитена в Сан-Паулу. Является первым и крупнейшим метрополитеном Бразилии, а также самым загруженным метрополитеном Южной Америки. Линии 1—3 и 15 управляются Companhia do Metropolitano de São Paulo (CMSP), линия 4 — компанией ViaQuatro, линия 5 — компанией ViaMobilidade. Первый участок Синей линии «Жабакуара» — «Вила-Мариана» открыт 14 сентября 1974 года. Сегодня система состоит из 88 станций на пяти линиях обычного метрополитена и одной монорельсовой, суммарная длина которых составляет 96 км. Метрополитен перевозит более 5 млн человек в рабочие дни, а за год — более 1,3 млрд человек по данным 2018 года. Впервые в Бразилии и в Латинской Америке платформенные раздвижные двери были установлена на станции Sacomã в метрополитене Сан-Паулу в 2010 году. В метрополитене Сан-Паулу на всех станциях линий 4 и 15, и части станций линий 2, 3 и 5 установлены платформенные раздвижные двери. Их планируется установить на 41 станции линий 1, 2 и 3 к концу 2021 года, а также на всех станциях линии 5 к концу 2020 года.
Метрополитен работает каждый день с 4:40 утра до полуночи, кроме субботы, когда он работает до 1:00 ночи.

## История
Долгое время в Сан-Паулу, как и во всей Бразилии, метрополитену не придавалось большого значения. Основной упор делался на развитие автомобильного транспорта. Строительство метро в Сан-Паулу началось лишь в декабре 1968 с линии Norte-Sul (Север-Юг), переименованной позднее в линию 1 — Синюю. Первый пробный поезд прошёл в 1972 по маршруту «Жабакуара» — «Сауди». Регулярная эксплуатация началась лишь с 1974 года.

## Линии
В системе метрополитена насчитывается 6 линий, в том числе одна монорельсовая под номером 15. Они именуются по номеру и по цвету одновременно.
| Линии         | Станции                                        | Год открытия | Год открытия последней станции | Длина, км | Количество станций | Ширина колеи, мм |
| ------------- | ---------------------------------------------- | ------------ | ------------------------------ | --------- | ------------------ | ---------------- |
| 1 Синяя       | Тукуруви ↔ Жабакуара                           | 1974         | 1998                           | 20,2      | 23                 | 1600             |
| 2 Зелёная     | Вила-Мадалена ↔ Вила-Пруденте                  | 1991         | 2010                           | 14,7      | 14                 | 1600             |
| 3 Красная     | Палмейрас—Барра-Фунда ↔ Коринтианс—Итакера     | 1979         | 1988                           | 22,0      | 18                 | 1600             |
| 4 Жёлтая      | Луз ↔ Vila Sônia-Professora Elisabeth Tenreiro | 2010         | 2021                           | 12,9      | 11                 | 1435             |
| 5 Лиловая     | Капан-Редонду ↔ Шакара-Клабин                  | 2002         | 2019                           | 19,9      | 17                 | 1435             |
| 15 Серебряная | Вила-Пруденте ↔ Jardim Colonial                | 2014         | 2021                           | 12,8      | 11                 | монорельс        |
| Всего:        | Всего:                                         | Всего:       | Всего:                         | 104,4     | 91                 |                  |

## Перспектива
Для мегаполиса с населением в 12 миллионов человек метрополитен Сан-Паулу — сравнительно небольшая транспортная система, испытывающая в часы пик значительные перегрузки. Большое значение придаётся «интеграции» метро с другими видами транспорта — автобусными станциями и пригородными поездами под управлением CPTM.

## Оплата проезда
Стоимость одноразового билета (Bilhete Único), который позволяет совершить одну поездку на метро (с учетом необходимых пересадок) и три поездки на автобусе в течение трех часов составляет R$ 7.48. Существует несколько дополнительных вариантов, которые позволяют экономить. Например, пополняемая Leisure Card – она стоит R$ 2.00, а стоимость поездки составит R$ 3.74. Билеты можно приобрести как в автоматах (там же можно и пополнить карту), так и в кассах. Проход на платформу станций осуществляется через турникеты.